# Нікітіна Інна Олексіївна
І́нна Олексі́ївна Нікі́тіна (12 вересня 1982, Кривий Ріг) — українська плавчиня, багаторазова чемпіонка України серед дівчат, юніорок та молоді, чемпіонка України 2000—2002 років, чемпіонка та рекордсменка Європи 1997 року серед молоді в Шотландії, учасниця літніх Олімпійських ігор 2000 року 2000 в Сіднеї (плавання, 200 м брас). Майстер спорту України міжнародного класу з плавання.